# 那些年我们一起唱的童谣
《那些年, 我们一起唱的童谣》是馬來西亞歌手巧千金發行第六張華語專輯。当巧千金要发这张專輯时，成员Viki因声带发炎缺席。因此，Angel贝贝代替Viki。出席成员为"Veron"、"Miko"、"Joanne"、"Angel 贝贝"。

## 曲目列表
1. 那些年, 我们一起唱的童谣 (巧千金 + Angel 贝贝)
2. 勇敢的长大 (巧千金)
3. 外婆的澎湖湾 (Angel 贝贝)
4. 小白兔请客 (巧千金)
5. Do Re Mi (巧千金)
6. 农夫 + 农家小女孩 (巧千金)
7. 童年 (巧千金)
8. 乡间的小路 (巧千金)
9. 豆芽梦 (巧千金)
10. 高山青 + 长白山上 (Angel 贝贝)
11. 布谷 + 雁群 + 千多花万朵花 (巧千金)
12. 蜗牛与黄鹂鸟 + 数蛤蟆 (巧千金)